# Electra (Eiermann & Weber)
Electra war eine deutsche Automarke.

## Unternehmensgeschichte
Das Unternehmen Eiermann & Weber aus Stuttgart, das auch elektrisch angetriebene Boote herstellte, begann 1921 mit der Produktion von Automobilen. Im gleichen Jahr endete die Produktion nach nur wenigen hergestellten Exemplaren.

## Fahrzeuge
Das einzige Modell war ein Kleinwagen. Die offene Karosserie bestand aus Sperrholz und bot zwei Personen Platz. Bei einem Radstand von 175 cm und einer Spurbreite von 110 cm betrug die Fahrzeuglänge 275 cm. Das Leergewicht war mit etwa 350 kg angegeben. Für den Antrieb sorgte ein Elektromotor. Das eigens entwickelte Reibscheibengetriebe wurde zum Patent angemeldet.